# Distrito de Arghandab
Arghandab es un distrito en la parte central de la Provincia de Kandahar, Afganistán. Tiene fronteras con los Distritos de Panjwai y Khakrez al oeste; el Distrito de Shah Wali Kot al Norte y Este y con el Distrito de Kandahar al Este y Sur. La población es de 54.900 personas (2006). La capital del Distrito es Arghandab, localizado al noroeste de Kandahar. El río Arghandab fluye de este a oeste del Distrito. El clima y el río permite a los habitantes cultivar la tierra, produciendo una variedad de frutos.
- Datos: Q5808939